# 6N-إيزوبينتنيل أدينوسين
الـ6N-إيزوبينتنيل أدينوسين (بالفرنسية: N6-Isopentényladénosine)‏ أو الريبوبرين واختصارا (إ6أ) هو نوكليوسيد نادر يتواجد في الرنا الناقل. ويتكون من ريبوز مترابط مع القاعدة 6N-إيزوبينتنيل أدينين، يختلف عن الأدينوزين بإضافة مجموعة إيزوبينتنيل للمجموعة الأمينية، يتفاعل الأدينوسين مع إيزوبينتنيل بيروفوسفات بتحفيز من الإنزيم رنا.ت إيزوبينتنيل ترانسفيراز لإنتاج الـ6N-إيزوبينتنيل أدينوسين.
مثل الـ6N-ثريونيل كربامويل أدينوسين يتواجد الـ(إ6أ) بجوار مقابلة الرامزة في الوضعية 37 للرنا الناقل لدى كل من البكتيريا وحقيقيات النوى ، أي لدى الرنا الناقل للإيزوليوسين، الرنا الناقل للثريونين، الرنا الناقل للأسباراجين، الرنا الناقل للايسين، الرنا الناقل للسيرين والرنا الناقل للأرجنين.

الرنا الناقل لل سيلينوسيستئين لدى الإشريكية القولونية. 6N-إيزوبينتنيل أدينوسين موضح بـ i6A.